# Bradley Fighting Vehicle
Bradley Fighting Vehicle este o platformă de vehicule de luptă pe șenile din Statele Unite, produsă de BAE Systems Land & Armaments, fosta United Defense. A fost numit după generalul american Omar Bradley.
Bradley este conceput pentru a transporta infanterie sau cercetași cu protecție blindată, oferind în același timp foc de acoperire pentru a suprima trupele inamice și vehiculele blindate. Cele mai multe variante Bradley includ vehiculul de luptă de infanterie M2 Bradley și vehiculul de luptă de cavalerie M3 Bradley. M2 are un echipaj format din trei (un comandant, un tunar și un șofer) împreună cu șase soldați complet echipați. M3 desfășoară în principal misiuni de cercetători și transportă două trupe de cercetași în plus față de echipajul obișnuit de trei, cu spațiu pentru rachete suplimentare BGM-71 TOW.
În 2014, armata SUA a selectat BAE Systems Armoured Multi-Purpose Vehicle (AMPV) propunerea unei variante fără turelă a BFV pentru a înlocui peste 2800 de M113 în serviciu.